# Hạ Sơn
Hạ Sơn là một xã thuộc huyện Quỳ Hợp, tỉnh Nghệ An, Việt Nam.

## Địa lý
Xã Hạ Sơn có diện tích 43,15 km², dân số năm 1999 là 3.106 người, mật độ dân số đạt 72 người/km². Theo thống kê năm 2015, xã có diện tích 43,15 km², dân số là 4.100 người, mật độ dân số đạt 95 người/km².

## Hành chính
Xã Hạ Sơn được chia thành 9 xóm.

## Lịch sử
Ngày 17/4/1965, xã Hạ Sơn được thành lập theo quyết định số 143/QĐ-NV của Bộ Nội vụ. Lúc bấy giờ xã Hạ Sơn có 147 hộ và 856 nhân khẩu với 10 xóm.